# Parafia Niepokalanego Serca Najświętszej Maryi Panny w Machorach
Parafia pw. Niepokalanego Serca Najświętszej Maryi Panny w Machorach – parafia rzymskokatolicka w Polsce. Jest jedną z 10 parafii dekanatu żarnowskiego. Należy do niej niespełna 300 osób, co czyni z niej najmniejszą parafię diecezji radomskiej.  

## Historia
W 1964 w Machorach zorganizowana została kaplica z własnym duchowieństwem, jednak zatrudnianym przez parafię w Żarnowie. Oficjalnie, ks. bp Edward Materski erygował tutejszą parafię 1 września 1989 roku. Probostwo powierzył ks. Marianowi Strzałkowskiemu. Kościół parafialny wzniesiono staraniem księży Kazimierza Kasprzyka, Leopolda Łabędzkiego i Jana Mazurkiewicza. Ostatnie prace remontowe przeprowadzone zostały w 2008. Wtedy to znaleziono dokument z początku XX w., który informuje o ufundowaniu przez miejscowego dziedzica narodowości niemieckiej, p. Bayera ołtarza i folwarcznej kaplicy. Ołtarz ten został przeniesiony do kościoła parafialnego. Poświęcenia dokonał 17 maja 1964 roku bp Piotr Gołębiowski. Konsekracji świątyni dokonał bp Henryk Tomasik 2 maja 2010 roku. Kościół jest zbudowany w części starej z kamienia łamanego, a w części nadbudowanej z cegły.

## Terytorium
- Do parafii należą: Adamów, Cegielnia, Jasion, Machory, Malenie, Maleniec, Tama[1].

## Grupy Parafialne
- Przy parafii swoją działalność prowadzą: Żywy Różaniec, Katolickie Stowarzyszenie Młodzieży, oddział parafialny, Caritas.

## Proboszczowie
- 1964–1972 – ks. Leopold Łabęcki
- 1972–1975 – ks. Tadeusz Menio
- 1975–1979 – ks. Zygmunt Jeziorski
- 1979–1983 – ks. Adam Cibor
- 1983–1987 – ks. Tadeusz Białecki
- 1987–1990 – ks. Marian Strzałkowski
- 1990–1996 – ks. Czesław Jabłoński
- 1996–2005 – ks. Donat Neska
- 2005–2008 – ks. Janusz Krupa
- 2008–2012 – ks. Aleksander Mańka
- 2012–2020 – ks. Mirosław Sochaj
- od 2020 – ks. Marcin Ciach (administrator)